# Tinghulen
Tinghulen er et dødishul, som ligger i Nationalpark Mols Bjerge, og den har været i privat eje indtil 1970'erne, hvor den blev solgt til Staten. Sælger var ejeren af Tinghulegård Ane Julie Heerdegen. Tinghulegård er beliggende på Porskærvej 30, 8420 Knebel. Tinghulen har, indtil retsreformen, som Kong Christian 5. gennemførte i 1687, været anvendt som tingsted for Mols Herreds Ting . Tinghulen ligger på grænsen mellem de tre sogne Vistoft, Agri og Knebel. Det forlyder, at man i 1604 dømte og brændte en heks i Tinghulen - dette er endnu ikke verificeret.
Tinghulen har tidligere været hjemsted for den sjældne plante gøgeurt. De seneste år er Tinghulen ved at gro til - hvilket har medført at gøgeurten ikke kan overleve i Tinghulen.